# Winchester (Nowa Zelandia)
Winchester – miasto w Nowej Zelandii, na Wyspie Południowej, w regionie Canterbury.